# Especialistas Secundarios
Especialistas Secundarios és un trio d'humoristes especialitzat en humor absurd i surrealista. El grup està integrat per Íñigo Espinosa Vila (Barcelona, 5 d'octubre de 1973), Armand Anjaumà Checa (Barcelona, 15 de juny de 1970) i Javier Hernáez Escaño - Nane o Naneh - (Madrid, 19 de setembre de 1967).
En els darrers anys Especialistas Secundarios han experimentat en el camp de la televisió treballant per a formats veterans (com Íñigo a Buenafuente) i obrint les seves pròpies vies (52 a Localia Televisió, Animales Secundarios a La Sexta, Disculpin la Interrupció a La 2 de TVE o UAU! a Cuatro).

## Història
Es van conèixer a l'academia d'estudis radiofònics Aula Radio (Barcelona). Naneh, qui anava per actor de doblatge però els altres dos el van convèncer que guanyar-se la vida fent riure seria molt més divertit, els van aconseguir el seu primer treball a Onda Rambla. Allà, després de col·laborar amb Goyo Prados van passar el 1998 a treballar a la Cadena SER, al programa La Ventana conduït per Gemma Nierga. Aquesta col·laboració es va estendre per 2 anys.
Des de l'any 2000 inicien la seva marxa amb un programa propi de 30 minuts diaris per a Ràdio Barcelona. Inicialment integrat al programa La Contraportada després va passar a anomenar-se igual que el grup: Especialistas Secundarios. Durant l'estiu de 2014 i després de més d'una dècada en antena obtenint molt bons resultats a la seva franja horària en l'Estudi General de Mitjans (EGM) Ràdio Barcelona va decidir suspendre el programa, emès ininterrompudament fins al 18 de juliol de 2014.

## Programes i productes

### Ràdio
- Especialistas Secundarios, (també conegut com El show de los Especialistas Secundarios nomenat així en alguna falca pel Marcoan, col·laborador del programa), és el nom actual, s'emet a Ràdio Barcelona (Cadena SER), de dilluns a divendres de 13:30 a 14:00. Des dels seus inicis fins a la temporada 2008-2009 es va emetre de 15:30 a 16:00h

Anteriorment aquest espai estava integrat al programa La contraportada, presentat per Toni Ruiz.
- Què fas aquesta nit? (posteriorment conegut com a Babalú), programa emès a Ràdio Barcelona (Cadena SER) la tarda dels dissabtes, dedicat a preparar la nit del cap de setmana.
- A por uvas,[1] especial de la Nit de cap d'any d'àmbit nacional i de 3 hores de durada emès el 31 de desembre de 2010 a la Cadena SER, amb entrevistes a Carles Francino (Hoy por hoy), Gemma Nierga (La ventana), Jesús Soria (SER consumidor),[2] Iker Jiménez (Milenio 3), Montserrat Domínguez (A vivir que son dos días), Javier Hoyos (Carrusel deportivo) i José Ramón de la Morena (El larguero).

### Televisió
- Animales Secundarios, emès per La Sexta el 29 de març de 2009. Dirigit per Gilbert Arroyo i produït per Media 3.14. Especial de 70 minuts on s'explicaven històries curioses d'animals presentades amb un subtil toc d'humor surrealista.
- Especialistas Secundarios, programa emès per Localia Catalunya.

### Llibre
- ESPECIALISTAS SECUNDARIOS. Podría ser peor (ISBN 978-84-937856-7-3) publicat per l'editorial Libros del silencio, amb presentació a la sala B de Luz de Gas i posat a la venda el 22 de novembre de 2010 amb una 1a edició (exhaurida) de 5000 exemplars. Queden recollits els millors moments de 10 anys de treball a la Cadena SER. El llibre compta amb la col·laboració especial de Joan Manuel Serrat, Juan José Millás, Andreu Buenafuente, Javier Cansado, Gemma Nierga, Juan Carlos Ortega, Carles Francino, Javier Coronas, Pepe Colubi i Lluís Pasqual. A la 2a edició col·labora també Toni Martínez.

## Premis
2005: premi ONDAS al millor programa de TV local per 52 (Localia), «per la seva imaginació i frescura en la recerca de nous formats per a televisió».

2006: premi GAG al millor guió de ràdio.

## Col·laboracions

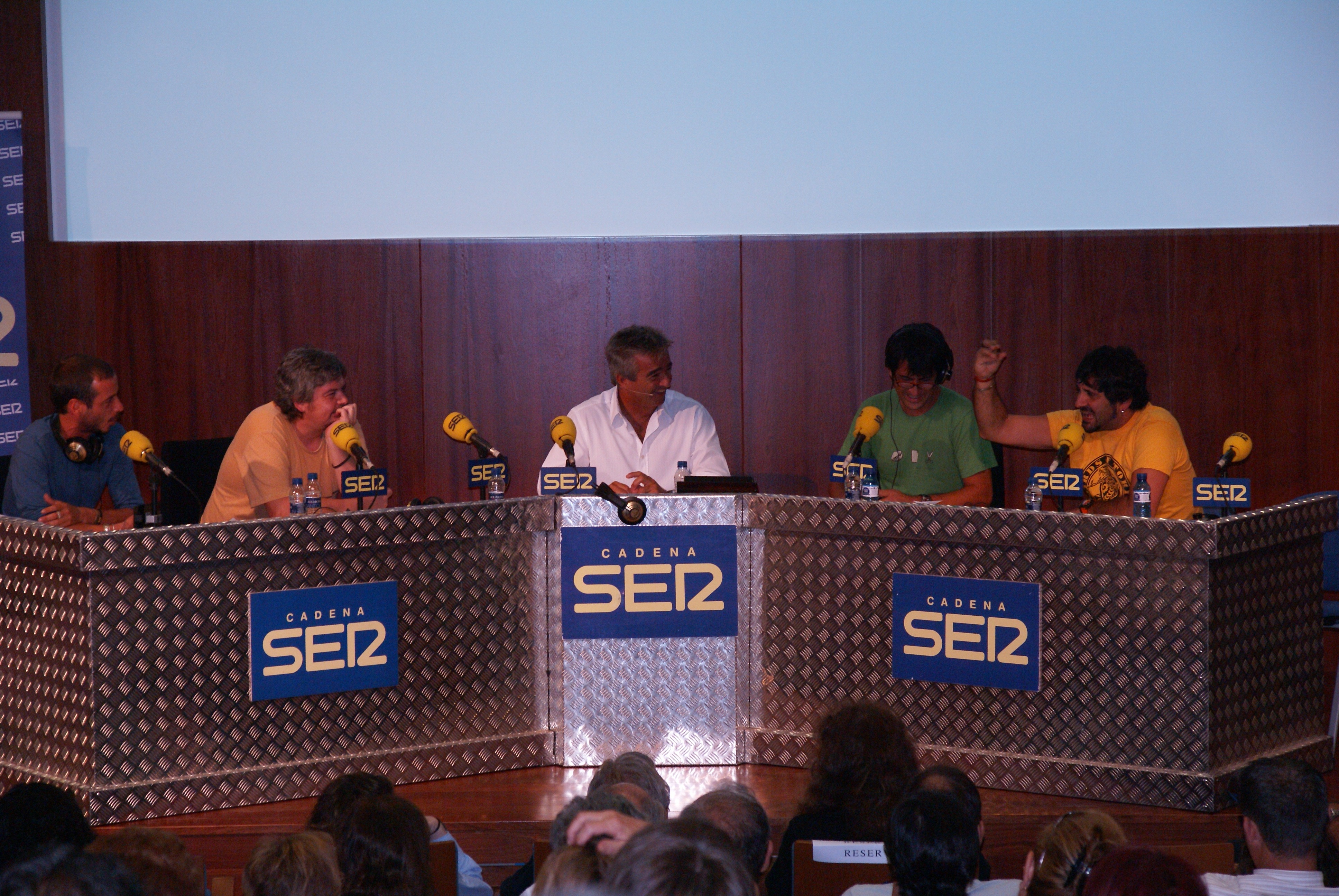
Especialistas Secundarios amb Carles Francino i Javier Coronas a Hoy por hoy

Els Especialistas Secundarios (o algun dels seus components) participen -o han participat- com a col·laboradors en els següents espais:

### Ràdio
- Todo por la radio, espai del programa Hoy por hoy (Cadena SER) dirigit i presentat per Carles Francino.
- Hora L'', presentat per Frederic Vincent a Ràdio Barcelona (Cadena SER).
- El Buscaraons, presentat per Toni Marín a Ràdio Barcelona (Cadena SER).
- Cap nen sense joguina,[4] programa que s'emet la Nit de Reis conduït per Rosa Badia a Ràdio Barcelona (Cadena SER).
- La Graderia, programa esportiu d'Ona FM comentant algun partit del Barça i de la Selecció espanyola de fútbol al Mundial de Sud-àfrica 2010.
- Carrusel deportivo, durant la retransmissió del partit de la Super Bowl XLV el 6 de febrer de 2011.

### Televisió
- Channel nº4 (Cuatro), programa magazín conduït per Boris Izaguirre i Ana García-Siñeriz on Íñigo col·labora esporàdicament.
- Buenafuente (La Sexta), Íñigo col·labora com el amigo de Berto de pasear al perro i també amb altres caracteritzacions.
- La noche americana[5] (Cuatro), presentat per Juan Carlos Ortega on Nane col·labora esporàdicament.
- Disculpin la Interrupció (La 2), conduït per Carolina Ferre que la seva primera emissió va ser el 21 de maig del 2009.
- 52 (Localia), programa magazín d'humor conduït per Enric Lucena.
- UAU! (Cuatro), presentat per Santi Millán.

Per a televisió, Armand va protagonitzar una sèrie d'anuncis per a la cadena d'electrodomèstics i informàtica Media Markt.

## Col·laboradors
Al llarg del programa, solen tenir un espai fix de col·laboració:
- Marcoan, personatge heterogeni interpretat per Juan Carlos Ortega que -en diverses caracteritzacions- manifiesta la seva incondicional admiració envers ells, la seva relació amor/odi amb el seu pare i l'estima per la seva mare.
- Ivan Díez Oliver -també conegut com a Ivancito amb un etern i camaleónic espai de concurs els dijous, amb la participació de dos oïdors.
- Jordi Pou -J. Power-, tècnic de so que de tant en tant exerceix de lacònic comentarista, amb les contudentes «i tant», «estic llest» i «si».

Alguns ex-col·laboradors que han passat pel programa són:
- David Ruiz, comentarista musical d'eterns riures.
- Jordi Carbó, meteoròleg que anunciava la previsió del temps.
- Josep Maria Ganyet,[6] comentarista d'Internet amb la secció «Internet amb el Ganyet».
- Yosette, vident que donava prediccions a la gente que trucava.

## Curiositats
- A Armand, els especialistes també el coneixen com a el Otro (o Otlo), gràcies a alguna falca de Juan Carlos Ortega.
- En els seus primers anys, gran part dels gags tenien com a protagonista a algú de cognom Romagosa.
- El seu primer bolo fora d'estudi el van radiar des del CCCB allà pels començaments del segle XXI; posteriorment han 'actuat' a Vilanova i la Geltrú, l'institut Milà i Fontanals de Barcelona, stands itinerants de la cadena SER per tot Espanya, etc.
- Mollet del Vallès (Le Mollet) surt recurrentment als seus gags.
- La llista de productors/tècnics de so que han passat pel programa és interminable: Alfons de Ros, Chus de la Hermosa, Frank Escarp, Franki Pereira, Guiomar Roglán, Jordi Medrano, Oriol Querol, Óscar Peret, Pere Bernal jr., Salva Coromina, etc., etc., etc.